# おばけの学校たんけんだん
『おばけの学校たんけんだん』（おばけのがっこうたんけんだん）は、NHK Eテレで2019年4月9日から放送している小学校1 ・2年生向けの生活科番組である。
本項目では、2018年6月13日に放送されたパイロット版についても合わせて触れる。

## 出演
- ホーレイ先生（声：坂田おさむ）
  - ステッキでおばけを人間に変身させることができる。
- おばけの子どもたち（小学校1年生・小学校2年生）

## スタッフ
- アニメーション - 平川 売
- 音楽 - ササキトモコ
- 制作協力 - ディレクションズ
- 制作 - NHKエデュケーショナル

## 放送時間
- 2019年度前期：火曜日 9:00 - 9:10
- 2019年度後期（10月〜12月）：水曜日 15:30 - 15:40
- 2020年度：火曜日 9:05 - 9:15
- 2021年度：火曜日 9:05 - 9:15
- 2022年度：火曜日 9:05 - 9:15

## 放送リスト
| タイトル                     | 放送日           |
| ---------------------------- | ---------------- |
| わくわく学校たんけん         | 4月9日 10月2日   |
| はるのすてきをみ〜つけた     | 4月23日          |
| 大きくなったねわたしの野さい | 5月14日          |
| まちのすてきを見つけよう     | 5月28日 10月9日  |
| おせわしてなかよくなりたい   | 6月11日 10月16日 |
| かぞくにっこり大さくせん     | 6月25日 10月23日 |
| 大すき みんなの図書かん      | 7月9日 10月30日  |
| あきをさがしてあそぼう       | 8月23日 11月6日  |
| あきのおもちゃであそぼうよ〜 | 9月3日 11月13日  |
| はっけん大きくなったわたし   | 9月17日 11月20日 |
| わたしのたいせつなあさがお   | 11月27日         |
| うごくおもちゃ大しゅう合     | 12月4日          |
| 学校ってたのしいよ           | 12月11日         |